# Podul Pančevo
Podul Pančevo (în sârbă Панчевачки мост, cu alfabetul latin: Pančevački most) sau colocvial Pančevac (în sârbă Панчевац) este un pod peste fluviul Dunărea, construit în orașul Belgrad, capitala Serbiei. A fost numit după orașul nordic Pančevo (din provincia autonomă Voivodina), care este legat de orașul Belgrad printr-un drum care continuă de la pod. El a fost singurul pod peste Dunăre din Belgrad până în decembrie 2014, când a fost deschis circulației Podul Pupin, construit mai în amonte în comuna suburbană belgrădeană Zemun pentru a face legătura cu partea bănățeană a Belgradului.

## Situare
Podul este situat în comuna Palilula a Belgradului, care este singura comună a capitalei sârbe ce se află pe ambele maluri ale Dunării. Din punct de vedere geografic, podul face legătura între două regiuni mari ale Serbiei: Šumadija și Banat (Pančevački Rit). Capătul sudic belgrădean al podului se află în cartierele Bogoslovija (sensul giratoriu de pe strada Mije Kovačevića) și Ada Huja (strada Višnjička) și începe de pe Bulevardul Despot Stefan. Podul trece prin cartierul Viline Vode, traversează Dunărea (la aproximativ kilometrul 1.166 al fluviului) și ajunge în regiunea Banatului în cartierul belgrădean Krnjača, între zonele Blok Braća Marić și Blok Branko Momirov.

## Istorie
Construcția podului original a început în 1933. Podul a fost inaugurat la 27 octombrie 1935 de prințul regent al Iugoslaviei, Pavle Karađorđević, și numit după regele încă minor al Iugoslaviei, Petru al II-lea (Most Kralja Petra II). După atacarea Iugoslaviei de germani la 6 aprilie 1941, în timpul celui de-al Doilea Război Mondial, comandamentul Armatei Iugoslave a decis să arunce în aer toate cele trei poduri existente atunci la Belgrad (cele două poduri peste Sava și podul peste Dunăre), într-o încercare zadarnică de a încetini înaintarea Armatei Germane. Comandantul militar al Belgradului, generalul Vojislav Nikolajević, a primit ordin să le demoleze, iar ordinul de aruncare în aer a Podului Regele Petru al II-lea a fost executat de maiorul Velimir Piletić. Podul Regele Petru al II-lea a fost distrus în noaptea de 10 spre 11 aprilie 1941.
Germanii au reparat podul peste Dunăre pentru a-l putea folosi în perioada ocupației. Podul a devenit din nou funcțional în octombrie 1942. În primăvara anului 1944 a început bombardamentul anglo-american aliat asupra Belgradului. Podul a fost lovit de bombe și deteriorat în urma bombardamentelor din 16 aprilie și 3 septembrie 1944. Atunci când germanii au început să se retragă din Belgrad în octombrie 1944, ei au distrus podul pentru a îngreuna înaintarea armatelor inamice.
Reconstrucția podului a început în 1945, în amonte de rămășițele pilonilor distruși. Planurile de reconstrucție au fost alcătuite de 50 de ingineri sovietici conduși de Vladimir Aleksandrovici Golovko (1897–1956), general-locotenent al formațiunilor tehnice ale Armatei Roșii. Ordinele lui Iosif V. Stalin erau să se construiască mai degrabă un pod provizoriu peste Dunăre decât un pod feroviar scump, dar Iosip Broz Tito l-a convins pe comandantul sovietic că ar trebui construit un pod care să fie folosit permanent. Primul tren a trecut pe noul pod la 7 noiembrie 1946, iar traficul rutier regulat a început trei săptămâni mai târziu, pe 29 noiembrie. Inițial, Tito l-a numit Podul Armatei Roșii (Most Crvene Armije). În anul 2020 s-a descoperit că, în ciuda folosirii de către populație și a utilizării oficiale de către administrația orașului a denumirii Podul Pančevo, numele podului nu a fost niciodată schimbat din Podul Armatei Roșii sau urma acestor documente s-a pierdut în timp.
La 23 martie 1963 nava sovietică „Leningrad” remorca pe Dunăre cinci tancuri petroliere goale. Trecând pe sub pod în direcția aval, spre Semendria, unul dintre tancurile din convoi a lovit un pilon al podului și a avut loc o explozie. Câteva minute mai târziu, când „Leningrad” a remorcat toate tancurile sub pod, s-au auzit două explozii mai mici. Când „Leningrad” a ajuns la câteva sute de metri de pod, trei tancuri s-au scufundat complet, iar celelalte două au fost rupte în două de explozii și au continuat să plutească la suprafața apei. Resturile exploziei au fost împrăștiate în toată zona, iar podul a fost avariat.
O renovare majoră a podului a avut loc în 1965. Cu excepția barajelor Đerdap (Porțile de Fier) de la granița cu România, Podul Pančevo a fost singurul pod peste Dunăre din Serbia care nu a fost distrus de forțele NATO în timpul bombardării Serbiei din 24 martie până în 12 iunie 1999.

## Caracteristici tehnice
Podul original a fost construit de un grup de mari producători de oțel germani care au furnizat oțelul și de Siemens-Bauunion GmbH din Berlin care a efectuat toate celelalte lucrări, printre care construcția și amplasarea pilelor podului. Construcția podului de către aceste companii a făcut parte din reparațiile pe care Germania a trebuit să le plătească Serbiei pentru daunele provocate în Primul Război Mondial.
După război s-a intenționat inițial ca podul peste Dunăre să fie doar un pod feroviar, dar ulterior el a fost deschis și pentru traficul rutier. Astăzi, Podul Pančevo are două benzi pe ambele sensuri pentru traficul rutier și, chiar dacă a fost proiectat să aibă și două linii de cale ferată, în acest moment există o singură linie de cale ferată pe pod.
Lungimea totală a podului de oțel este de 1.526,4 metri, din care 1.134,7 metri se află deasupra albiei râului. Înălțimea pilelor principale este de 18 metri.

## Importanță
Datorită faptului că a fost o lungă perioadă de timp singurul pod peste Dunăre din Belgrad, podul a devenit foarte aglomerat. În perioada sa de vârf, între 150.000 și 200.000 de vehicule traversau zilnic Podul Pančevo. În vremea când a avut loc reconstrucția podului, localitățile apropiate aveau, conform recensământului din 1948, o populație mică: Pančevački Rit (teritoriul de peste Dunăre al Belgradului) avea 7.998 de locuitori, Pančevo avea 26.423 de locuitori, iar Belgradul însuși avea 388.246 locuitori. Populația acestei zone a crescut mult în timp. În anul 2011, când a avut loc un nou recensământ, Pančevo avea 76.203 locuitori (de 2,88 ori mai mult), iar Belgradul avea 1.233.796 de locuitori (de 3,18 ori mai mult). Numărul de autovehicule între aceste două perioade a crescut, de asemenea, cu o rată mult mai mare.
După ce ajunge în cartierul belgrădean Krnjača, podul continuă ca o șosea care se desparte în două direcții:
- Șoseaua Pančevo, cu o lungime de 16 kilometri spre est, care duce la orașul industrial Pančevo (după care este numit atât podul, cât și șoseaua) din provincia Voivodina.
- Șoseaua Zrenjanin, cu o lungime de 77 de kilometri spre nord, care duce spre orașul Zrenjanin, aflat tot în Voivodina.

Există două stații de cale ferată la cele două capete ale podului: „Pančevački most” la capătul podului dinspre Belgrad și „Krnjača”, la capătul dinspre Krnjača. Ambele stații fac parte din serviciul feroviar metropolitan Beovoz care face legătura între orașul Stara Pazova din regiunea Sirmia a Voivodinei, Belgrad și Pančevo, deoarece întreaga zonă formează o zonă metropolitană mai mare a Belgradului.

## Reconstrucția planificată

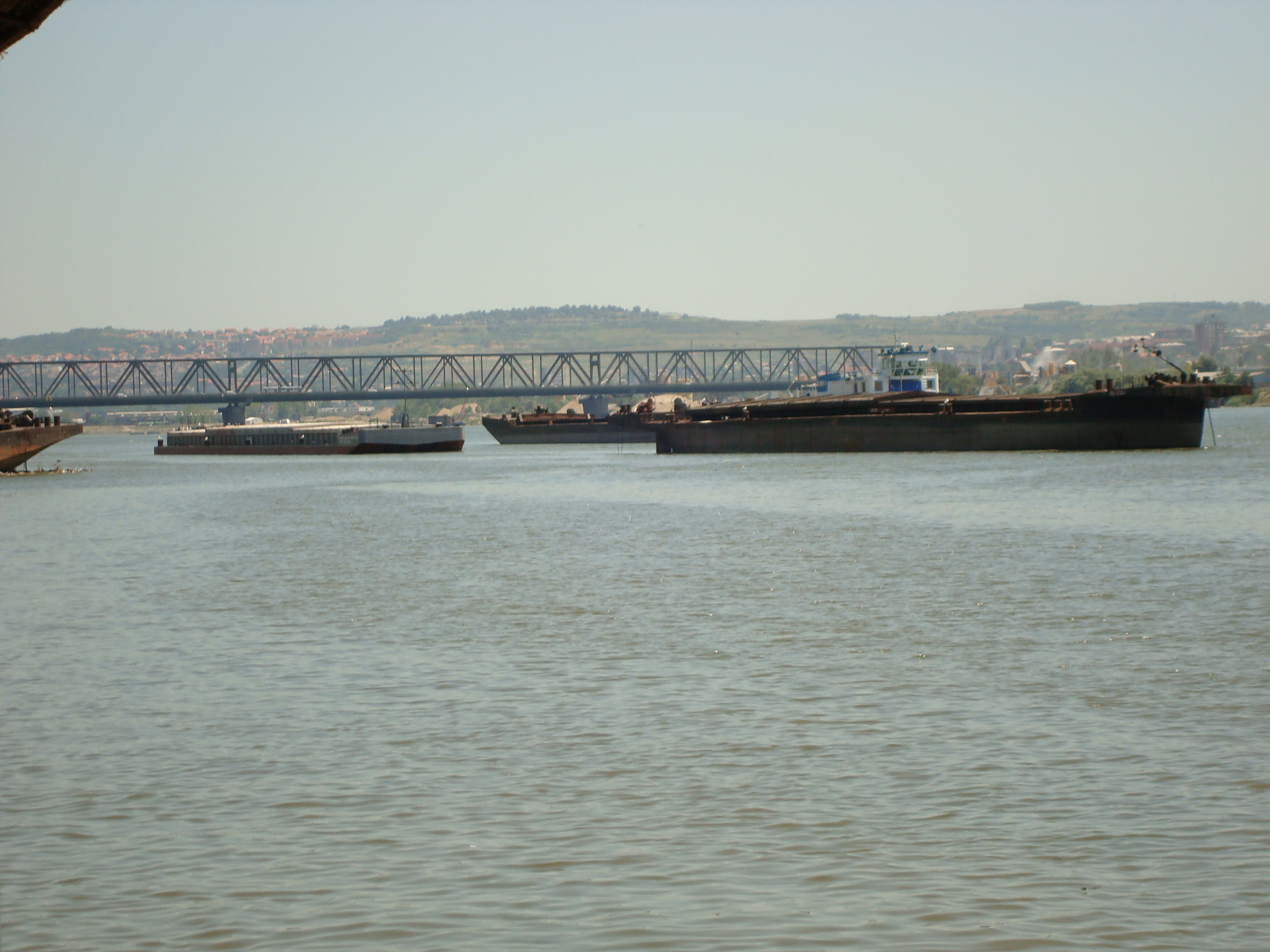
O vedere a podului de pe Dunăre.

Formațiunile politice sârbe au ajuns după anul 2000 la un consens că era necesar să se construiască noi poduri la Belgrad. Populația Belgradului aproape că s-a dublat începând din 1974 când a fost construit ultimul pod (Podul Gazela peste Sava). În ceea ce privește zona Pančevački Rit, care a cunoscut o creștere de zece ori a populației de la construirea Podului Pančevo, situația devenise mult mai presantă, deoarece administrația capitalei plănuia să mute Portul Belgrad de pe malul drept pe malul stâng și să înceapă construcția în această zonă a proiectului „Al Treilea Belgrad” cu 300.000-400.000 de locuitori (primul este Belgradul „Vechi” din Šumadija; al doilea este „Noul” Belgrad, Novi Beograd - Zemun din Sirmia).
În acel moment, singurul pod peste Dunăre (Podul Pančevo) era considerat a fi într-o stare destul de proastă, ca urmare a suprautilizării și a neefectuării lucrărilor de întreținere. Dezbaterea publică a crescut (nu doar despre acest pod) atât în cercurile de experți, cât și în cele laice, până la punctul de a exprima în mod public opinii în mass-media zilnic despre viitoarele poduri de la Belgrad. Administrația capitalei intenționează să realizeze o reconstrucție completă a podului Pančevo și să construiască alte trei poduri peste Dunăre pentru a devia o parte a traficului și a reduce presiunea traficului asupra acestuia. Se intenționează construirea unui pod în aval, care să conecteze suburbia belgrădeană Vinča cu satul Omoljica din comuna Pančevo. Al doilea pod este proiectat la doar 1,5 kilometri în aval de podul Pančevo și va face legătura între cartierele Ada Huja și Krnjača. Al treilea pod va fi construit în amonte și va face legătura între cartierele Zemun și Borča. Până la finalizarea acestui ultim pod, guvernul orașului a propus în schimb amenajarea unei linii de feribot.
Cu toate acestea, în decembrie 2012 începuseră doar lucrările la Podul Zemun-Borča, care a fost finalizat în 2014 și redenumit Podul Pupin. Reconstrucția podului Pančevo a fost programată și amânată de mai multe ori începând din 2006. Până acum, s-a anunțat doar modul în care va fi gestionată reconstrucția. Se presupune că reconstrucția podului va dura 12 luni. Traficul feroviar va fi închis în această perioadă. Trenurile „Beovoz” vor opri în apropierea podului, iar autobuze îi vor duce pasagerii în cealaltă parte. Podul nu va fi niciodată complet închis circulației rutiere, deoarece ar fi tăiată singura legătură a Belgradului cu așezările de peste Dunăre. Căile ferate vor fi transformate temporar în benzi de circulație, ceea ce ar însemna că podul va avea șase benzi în această perioadă, iar două vor fi permanent închise pentru reconstrucție. Traficul de marfă va fi permis doar noaptea.
Podul Pančevo a fost parțial renovat în perioada 2008-2010. Structura principală din oțel, aflată sub carosabilă, a fost reparată, în timp ce unele piese au fost înlocuite sau consolidate. Grinzile principale au fost sablate și vopsite.
Începând de atunci, navetiștii (șoferi, bicicliști, pietoni) au postat numeroase fotografii care evidențiau deteriorarea podului și neglijarea lui de către autorități. În 2014 bicicliștii au atârnat o pancartă mare, avertizând cu privire la starea proastă a șoselei și șinelor, la neglijarea generală a podului și la vegetația abundentă care creștea nestingherit pe pod. În noiembrie 2017 compania națională a drumuri a amplasat o placă de avertisment și o bandă de protecție pe pod, alarmându-i pe navetiști să circule cu precauție din cauza „măcinării structurii podului”. Compania a lămurit ulterior că doar părți din parapetul de beton se fisurau, ceea ce ar reprezenta doar o „deteriorare de natură estetică”.
În decembrie 2017 ministrul transporturilor, Zorana Mihajlović, a anunțat reconstrucția completă a podului, fără a preciza data de începere, dar a stabilit termenul limită pentru terminarea lucrărilor la sfârșitul anului 2018. Carosabilul urmează a fi reparat, podul va fi protejat de coroziune și va fi instalat un sistem de iluminat modern. Nu s-a precizat dacă proiectul din 2008 va putea fi utilizat din cauza trecerii timpului și a deteriorării ulterioare a podului de atunci. Ea a anunțat, de asemenea, că instalațiile ilegale de extragere a pietrișului din vecinătatea podului vor fi mutate. Se estimează că întregul proiect ar costa 3,5 miliarde de dinari (30 de milioane de euro). Când a fost întrebată mai târziu despre acest proiect, ministrul Mihajlović a negat că ar fi făcut vreodată acel anunț, chiar dacă a fost filmată, și a spus că s-a referit doar la pistele de biciclete, ceea ce nu s-a întâmplat.
Cu toate acestea, viceprimarul Goran Vesić a declarat în iulie 2018 că reconstrucția podului nu poate fi făcută până când nu va fi terminat noul pod peste Dunăre de la Ada Huja. Vesić a declarat că construcția acestui pod trebuie să înceapă în 2020, dată care a fost ulterior mutată în 2021, ceea ce înseamnă că noul pod nu ar putea fi finalizat mai devreme de 2024. În acest timp incidentele de trafic de pe pod au continuat, în special în ceea ce privește parapeții de protecție de pe pod, care nu sunt potriviți, gardurile de separare a carosabilului, care sunt metalice, solide și capabile să oprească o mașină care merge cu o viteză de 80 km/h. În realitate, aceste garduri sunt mult mai slabe și, în plus, ruginite și acoperite de buruieni. În anul 2013 un camion a rupt parapeții podului, căzând în curtea firmei de construcții, dar fără a exista victime. În iarna anului 2017 o parte din structura metalică a podului a căzut, fără să rănească pe nimeni. În octombrie 2018 o mașină a rupt parapeții și a căzut în Dunăre, ucigând un tată și o fiică aflați în interiorul mașinii. În august 2019 o altă mașină a rupt parapeții, dar fără victime. Cu toate acestea, autoritățile refuză să amplaseze garduri corespunzătoare, așteptând reconstrucția completă a podului și susținând că lucrările curente de întreținere sunt adecvate.